# Anděl (cráter)
Anděl es un lunar cráter que se encuentra en la escarpada sierra central de la Luna. En sus proximidades se encuentran los cráteres Abulfeda al sur-sureste y Descartes al este-sureste. Unos 85 kilómetros al este-noreste del borde externo se posó sobre la luna la misión Apolo 16.
El borde externo erosionado de Anděl se ha desgastado y distorsionado en una forma poligonal, y es casi inexistente al sur, donde Anděl G cruza el perímetro. La plataforma interior es casi plana, con algunas irregularidades en el sureste. Hay una pequeña marca situada justo al sureste del punto medio, pero sin un pico central significativo.
Karel Anděl (1884-1947) fue un astrónomo y selenógrafo checo. Anděl significa 'Ángel' en checo.

## Cráteres satélite
Por convención estos elementos son identificados en los mapas lunares poniendo la letra en el lado del punto medio del cráter que está más cerca de Anděl.

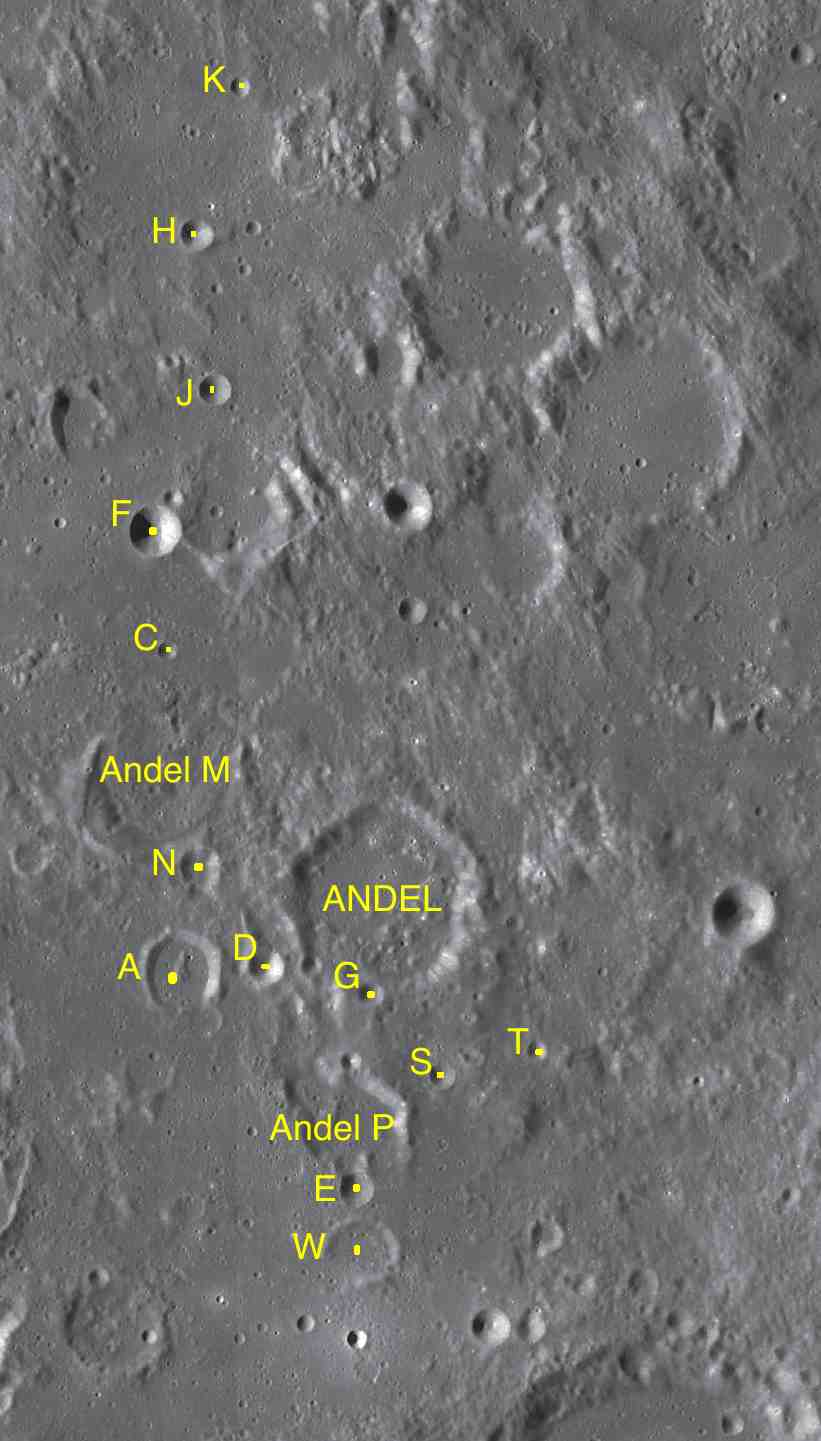
Cartografía LAC-78.

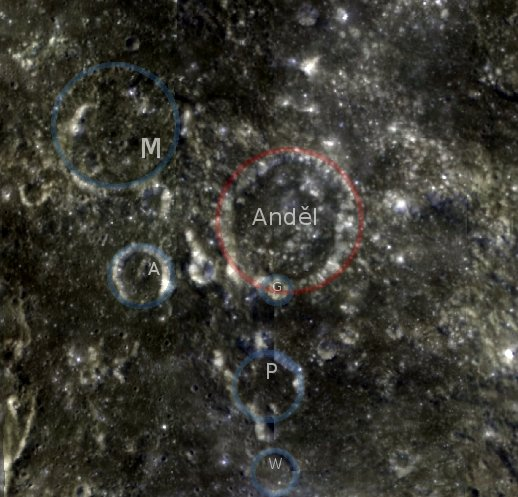
Fotografía de la misión Clementine (1994)

| Anděl | Coordenadas                   | Diámetro |
| ----- | ----------------------------- | -------- |
| A     | 10°48′S 11°18′E / -10.8, 11.3 | 14 km    |
| C     | 9°00′S 11°12′E / -9.0, 11.2   | 3 km     |
| D     | 10°48′S 11°42′E / -10.8, 11.7 | 6 km     |
| E     | 12°00′S 12°12′E / -12.0, 12.2 | 6 km     |
| F     | 8°18′S 11°06′E / -8.3, 11.1   | 9 km     |
| G     | 11°00′S 12°24′E / -11.0, 12.4 | 4 km     |
| H     | 6°42′S 11°18′E / -6.7, 11.3   | 6 km     |
| J     | 7°30′S 11°24′E / -7.5, 11.4   | 6 km     |
| K     | 5°48′S 11°36′E / -5.8, 11.6   | 4 km     |
| M     | 9°42′S 11°06′E / -9.7, 11.1   | 27 km    |
| N     | 10°12′S 11°24′E / -10.2, 11.4 | 8 km     |
| P     | 11°36′S 12°18′E / -11.6, 12.3 | 19 km    |
| S     | 11°24′S 12°42′E / -11.4, 12.7 | 4 km     |
| T     | 11°12′S 13°18′E / -11.2, 13.3 | 4 km     |
| W     | 12°24′S 12°18′E / -12.4, 12.3 | 12 km    |